# 기타히쓰사촌
기타히쓰사촌(北比都佐村)은 시가현 가모군에 설치되었던 촌이다.

## 역사
- 1889년 4월 1일 - 정촌제 시행에 의해 가모군 기타히쓰사촌이 탄생하여, 12촌 구역은 오아자가 되었다.
- 1955년 3월 16일 - 구 히노정, 미나미히쓰사촌, 기타히쓰사촌, 가이가케촌, 니시오지촌, 히가시사쿠라다니촌, 니시사쿠라다니촌과 합병해 새로운 히노정이 성립하여, 동일 기타히쓰사촌은 폐지되었다.

## 교통

### 철도
- 오미철도
  - 오미철도선